# 富豪B6
富豪B6型（Volvo B6）是瑞典富豪巴士於1990年代期間生產的一款後置引擎單層巴士。基本型B6於1991年生產，B6在亞太地區被稱為B6R，B6的低地台版本富豪B6LE型（Volvo B6LE）則於1994年推出。此車型的主要競爭對手是丹尼士車廠的丹尼士飛鏢型單層巴士。B6和B6LE型已經停產，而後繼車型是富豪B6BLE型低地台單層巴士。

## 設計

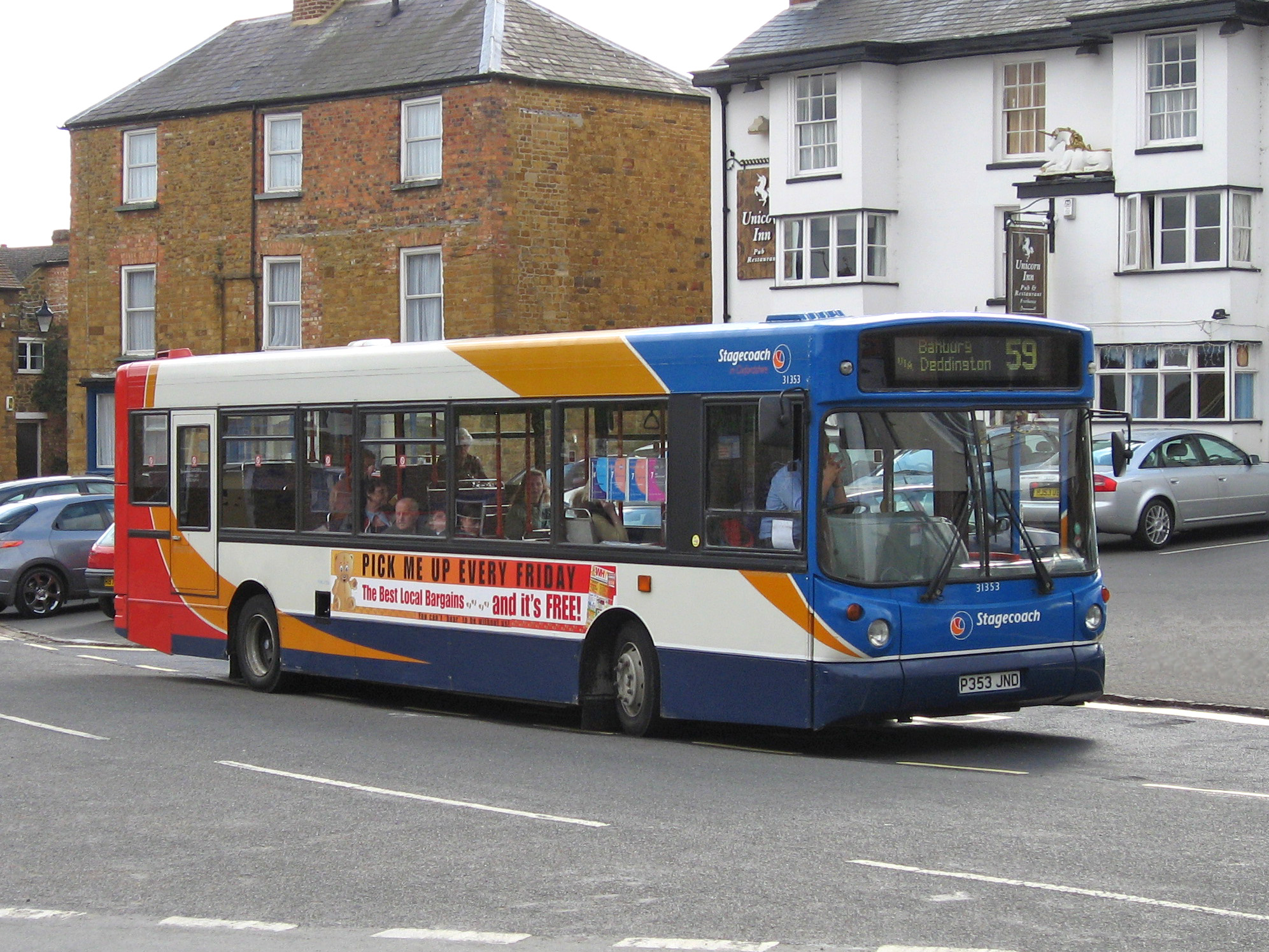
配ALX200車身的B6LE

由於丹尼士車廠推出的丹尼士飛鏢型在英國市場大受歡迎，於是富豪車廠推出B6型單層巴士與丹尼士車廠正面競爭。B6的設計與丹尼士飛鏢型相似，但不同於丹尼士採用外購的康明斯引擎，B6型配用的引擎皆為富豪車廠自家的產品。B6初期配用富豪TD63柴油引擎，後期則選用達到歐盟二期排放標準的D6A引擎。TD63及D6A引擎的氣缸容量為5.5公升，輸出馬力為180匹，另有馬力達210匹的加強版可供選擇。B6系列的波箱可選用Allison的產品或ZF的4HP500。
隨著低地台巴士的普及，對手丹尼士推出了低地台版的飛鏢SLF，富豪車廠也於1995年推出B6的低地台版本B6LE繼續與丹尼士車廠競爭，並持續生產至1999年，直至後繼產品B6BLE面世。

## 香港
香港有三家專利巴士公司曾經擁有B6R/B6LE型巴士，分別是城巴、中華巴士及新大嶼山巴士，但是只有城巴的B6LE是全新購入，而後兩者的B6LE均來自城巴車隊。

### 城巴

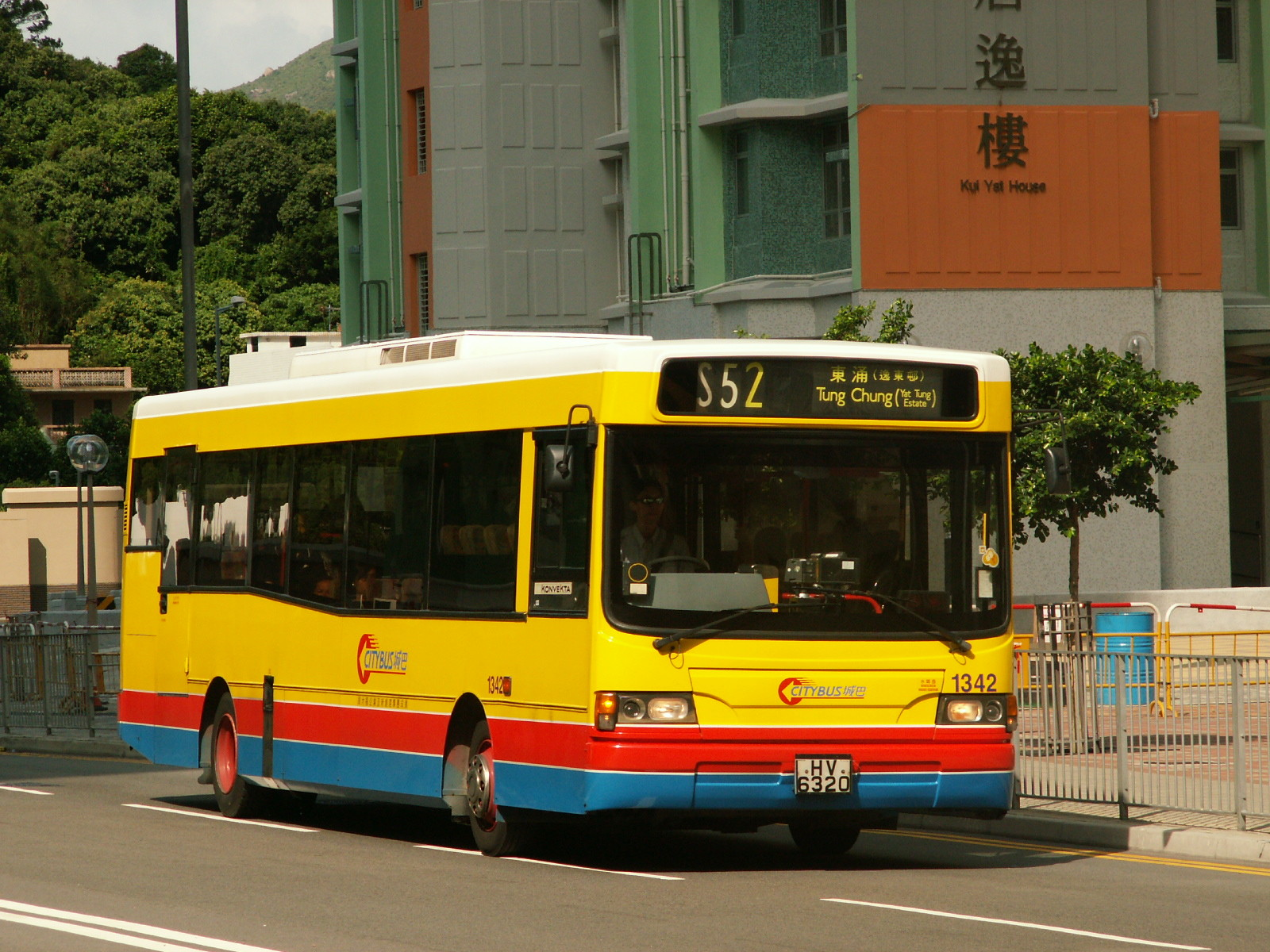
城巴配捷聯車身的B6LE

香港首輛B6系列巴士為B6R型，由城巴擁有，車隊編號為1301，配以亞歷山大Dash車身，亦為城巴歷史上首輛空調單層城市巴士，惟已於約2000年至2001年被運往英國服役。在1996年，城巴引進10輛B6LE型巴士，配上Plaxton Pointer一型車身（這批B6LE乃全港首批低地台巴士），又在1997年引入10輛配亞歷山大ALX200車身的B6LE。1998年，城巴繼續購入B6LE，車隊編號1322-1331仍然採用Pointer車身，而最後30輛（1332-1361）採用香港捷聯車身工程設計及組裝的車身，以測試香港本地車身產品的性能及質素。由於運輸署向其實行巴士配額計劃，所有配Pointer及ALX200車身的B6LE已經全數退役，並被運往英國及紐西蘭。
城巴的B6LE巴士投入服務初期大多行走中區半山及南區的路線，如3B、12、76及92，以及來往香港國際機場的S52和S56等路線。星期一至五行走B3A，也在平日非繁忙時段行走260，也常用於假日路線314。上述部分路線由於客量有所增加，城巴於是調派猛獅NL262取代B6LE。後來其中三輛現役的B6LE（1334、1349、1351）被調往非專利部，行走沙田第一城路線。全數在專利部營運的城巴B6LE已陸續於2012年7月中起退役，並由新購置的青年JNP6105GR型巴士取代。

### 新大嶼山巴士
新大嶼山巴士則在2007年6月購入城巴6輛B6LE（1335-1339、1350），以行走東涌區內路線，以代替被調往深圳灣路線的巴士，直至2011年8月末悉數退役，由新購置的青年JNP6122G型巴士取代。

### 中華巴士

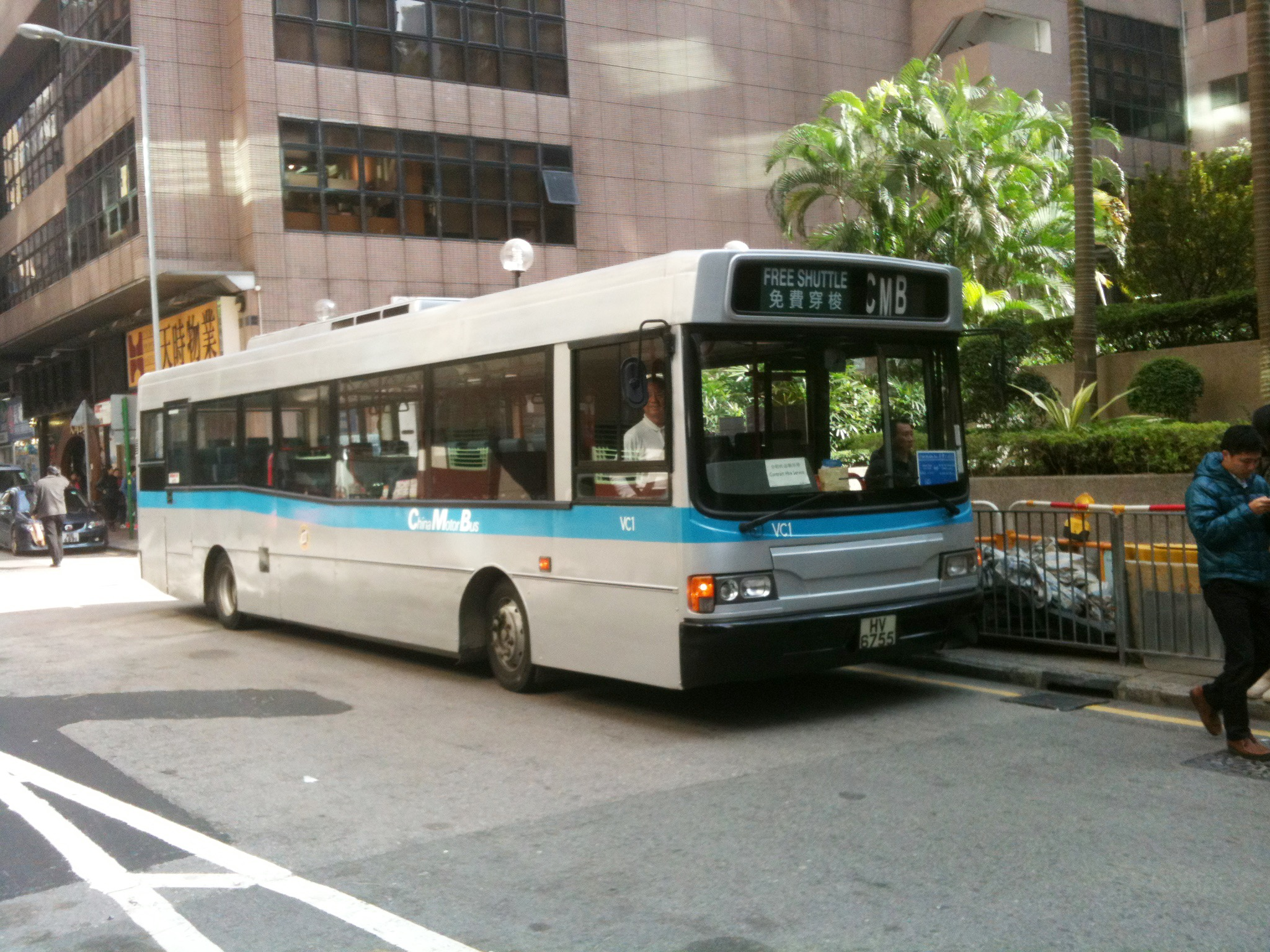
中巴於2001年向城巴購入的B6LE（編號為VC1），是中巴有史以來唯一一部低地台巴士

中華巴士從城巴購入一輛城巴車隊編號1355的B6LE，中巴車隊編號編為VC1，行走旗下來往北角港運城及北角政府合署的免費穿梭巴士路線。後來中巴又用兩輛中巴專營權於1998年結束後，一直保留作為自用的富豪奧林比安巴士（中巴車隊編號VA62及VA64）與城巴交換多兩輛B6LE，而城巴把兩輛從中巴交換得來的富豪奧林比安編配車隊編號1041及1042，後因與新巴的資源整合改為9041及9042。

## 外部連結
- 短車檔案室
  - 城巴B6 （页面存档备份，存于）
  - 嶼巴B6LE （页面存档备份，存于）
- 富豪B6/B6LE相片
- 香港大典上的相关条目：富豪B6（繁體中文）